# 1885 na Venezuela
Esta é uma cronologia dos principais fatos ocorridos no ano de 1885 na Venezuela.

## Eventos
- 27 de abril – É inaugurada a Igreja de Nossa Senhora do Perpétuo Socorro de Pagüita, em Caracas. O templo foi projetado por Juan Hurtado Manrique.[1]